# Гора Аполлона

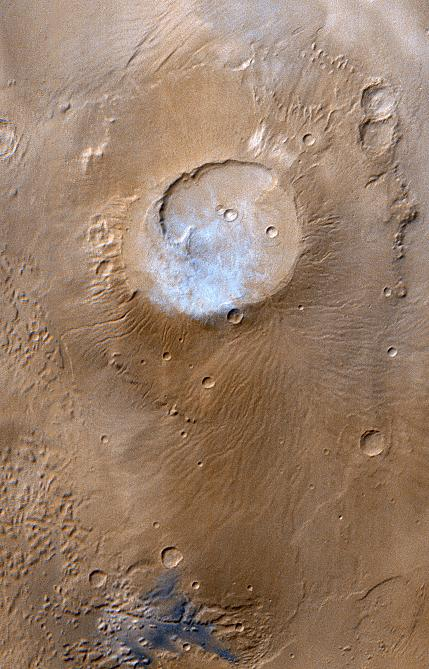
Знімок Apollinaris Patera у фальшивих кольорах, виконаний космічним апаратом Mars Global Surveyor. На знімку видно білі хмари, що витають над вулканом.

Гора Аполлона (лат. Apollinaris Mons) — стародавній щитовий вулкан, розташований у південній півкулі планети Марс. Він перебуває поблизу екватора, на південь від рівнини Elysium Planitia та на північ від кратера Гусєв. Рівнина Elysium Planitia відділяє цей вулкан від вулканічної провінції Elysium, що на північному заході від нього. Кальдера вулкана має окрему назву — Apollinaris Patera; ця назва раніше вживалася для окреслення всього вулкана.
Висота Apollinaris Mons становить близько 5 кілометрів, а діаметр його основи — близько 296 кілометрів. Кальдера на вершині цього вулкана має діаметр 80 км. Вік Apollinaris Mons становить від 3 до 3.5 мільярдів років.
Свою назву вулкан отримав у 1973 році від назви гірського джерела поблизу Риму в Італії.
Дослідження з використанням глобального моделювання клімату виявили, що геологічна формація Medusae Fossae могла утворитись із попелу з вулканів Apollinaris Mons, Arsia Mons та, ймовірно, Pavonis Mons.